# 윤광선
윤광선(尹光善, 1898년 11월 17일 ~ 1950년)은 일제강점기의 낙농, 어업, 경영인이자, 미군정기의 통역관, 교육자였다. 일제강점기 때 미국 유학 후 귀국, 목장과 어장 등을 경영하였다. 영문명은 캔들러(Candler) 혹은 리드 캔들러(Reid Candler), 창씨개명은 이토 미쓰요시(伊東光善)이다.
미국 유학을 다녀온 후 송고목장을 설립했고, 1926년부터 농장과 목장, 어장을 경영하였다. 1925년 범태평양대회에 조선인 대표로 참석하는 아버지 윤치호를 수행하여 하와이에 다녀왔고, 1929년초 일본 도쿄(東京)에서 열린 제3회 범태평양대회에 조선인 대표로 참석하는 아버지 윤치호 등을 수행하여 제3차 범태평양회의에 다녀왔다. 그밖에 개성체육회와 고려청년회 등에 가입하여 활동하였다.
광복 후, 미군정기 때 군정청 수송부 통역관과 개성군정재판소 통역관을 역임했으며, 1947년부터 홍문대학(현, 홍익대학교) 강사로도 출강했다. 1948년 정부 수립 이후 농장, 목장, 어장을 경영하던 중 6.25 전쟁 중이던 1950년 8월 납북되었다. 독립운동가 겸 정치인 좌옹 윤치호의 셋째 아들이며, 독립운동가 한서 남궁억의 사위이다. 대통령 윤보선의 6촌 동생이다. 본관은 해평(海平)이다.

## 생애

### 생애 초반
윤광선은 1898년 11월 17일 경기도 개성부 송도면에서 계몽운동가 겸 교육자, 정치인 좌옹 윤치호와 그의 두 번째 부인인 중국인 마애방(馬愛芳)의 셋째 아들로 태어났다. 형은 정치인 겸 사회사업가 윤영선이고, 둘째 형은 윤봉성인데 요절하였다. 누나로는 윤봉희, 윤용희가 있었다. 이복 동생은 샌프란시스코 총영사관 부영사와 총영사를 지낸 외교관 윤장선, 피아니스트 겸 대학교수 윤기선, 윤정선 등이 있다. 이복 여동생으로는 윤문희, 윤무희, 윤은희, 윤명희, 윤영희, 윤정희 등이 있다. 대한민국의 제4대 대통령 윤보선은 1년 연상으로 그의 6촌 형이다.
형제 정승인 윤두수, 윤근수 형제의 후손으로 도재 윤흔의 9대손이며, 할아버지 윤웅렬은 군부대신과 의정부찬정을 역임했다. 독립운동가인 남궁 억의 딸 남궁자경(다른 이름은 남궁삼인)과 결혼하였다. 딸 윤성희는 화가 원석연과 결혼했고 딸 윤정희는 약학자, 서울대 교수인 채동규와 결혼했다.
아버지 윤치호는 그의 형제 자매에게 영문 이름을 지어주었는데, 윤광선의 영문명은 캔들러(Candler), 리드 캔들러(Reid Candler)이다. 유년 시절 그는 아버지 윤치호의 평에 의하면, 산만하고 항상 주목을 끌고 싶어 하지만 강인한 성격이었다 한다. 

### 젊은 시절
실업인과 기술, 농업인을 육성해야 된다는 아버지 윤치호의 신념에 따라 그는 경성의 유명한 고등보통학교 진학을 포기하고 한영서원에 입학하여 낙농업과 목공, 어업, 기계 조립, 제도, 건축술 등을 배웠다. 학창 시절부터 윤광선은 운동선수로도 활동하여 이름을 날렸다. 한영서원을 졸업한 후 아버지 윤치호의 원조로 개성에 농장과 목장을 경영하였다. 1917년 1월 천안군 운산리로 가 조포(組苞) 판매를 하였다. 또한 아버지 윤치호의 구리 광산 일에 참여하기도 했다.
1917년 3월 17일 오전 11시 서울 종교교회에서 남궁 억의 딸 남궁자경(다른 이름은 남궁삼인)과 결혼하였고,  아버지 윤치호의 친구이자 누이 윤용희의 양아버지 하디 박사(Dr. Hardie)가 주례를 섰다. 윤치호일기에 의하면 결혼식 피로연은 오후 1시에 간소하게 명월관에서 교회 친구들, 여성 70명과 남자 100여 명을 대접했다 한다. 윤치호일기에 의하면 그해 2월 11일 남궁억(南宮檍)과 자녀의 결혼식을 상의했다 한다.
일본으로 유학갔다가 1923년 11월 미국으로 유학, 에모리 대학교 문과를 졸업한 뒤 링컨 대학교 농과에 편입학하여 수학하였다.

### 귀국과 농장 경영

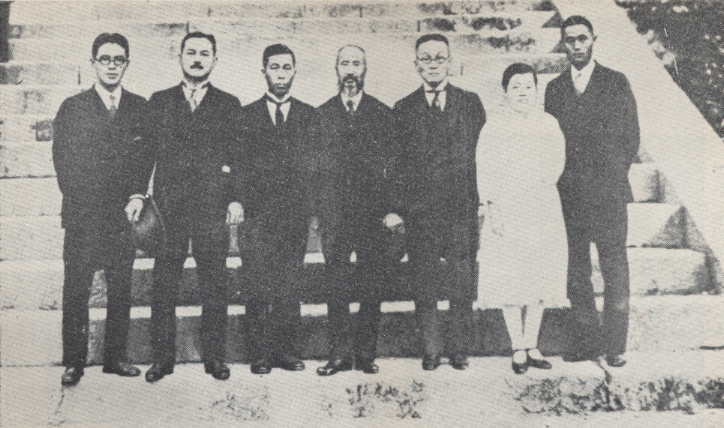
1929년 10월 일본 교토에서 열린 제3차 범태평양회의에 참석한 조선인 대표단 일행 (오른쪽부터 윤광선, 김활란, 아버지 윤치호, 유억겸, 백관수, 김우평 순)

1922년 5월 14일 일시 귀국, 개성 고려청년회에서 개최한 시민대운동회에 참여, 15마일 마라톤 경주에서 우등을 차지하였다. 1923년 10월 그가 일본에서 미국으로 건너가기 전 신한민보에 그가 직조학을 배울 목적으로 미국으로 유학한다는 것이 신한민보의 10월 4일자, 10월 11일자, 10월 18일자에 화제로 보도되기도 했다. 그해 누나 윤용희(미국명 헬렌)과 함께 하와이 호놀룰루를 경유, 미국으로 건너가 칼라이니 스파틴벡 중학교 단기 과정에 입학했다. 1924년 칼리아니 스파틴벡 중학교를 졸업하고, 에모리 대학 농과에 입학했다. 1924년 2월 28일에는 인디아나 주 기독교 대회에 누나 윤용희와 함께 참여하였다. 1925년 에모리 대학 문과를 졸업하고 링컨 대학교에 편입했다. 
1926년 초 링컨 대학교 농과를 졸업하고 1926년 6월 24일 귀국하였다. 미국 체류 중에 아버지 윤치호와 친분이 있던 이승만과 서재필, 안창호를 찾아 조선의 상황을 전하고 이들과 아버지 윤치호 사이의 연락을 주선하였다.
귀국 후 개성에서 송고목장(松高牧塲), 송고직(松高織)의 대표이사로 농장과 목장을 운영하며 낙농업과 우유를 생산하였고, 어장도 경영하였다. 또한 아산에도 목초지를 마련하여 농장과 목장을 경영하였다. 
1925년 7월부터 윤광선은 8월 17일~8월 27일 하와이에서 개최되는 범태평양대회에 조선인 대표로 참석하는 아버지 윤치호를 수행하여 하와이에 다녀왔고, 1929년초 일본 도쿄(東京)에서 열린 제3회 범태평양대회에 조선인 대표로 참석하는 아버지 윤치호, 백관수(白寬洙), 송진우, 유억겸(兪億兼), 김활란 등을 수행하여 일본을 방문, 교토를 거쳐 그해 10월 도쿄의 제3차 범태평양회의에 다녀왔다.

### 광공업 활동
1934년 홍성군 결성면, 서부면의 48만 평의 광산을 우세형(禹世亨)과 공동으로 운영하였다. 그 해 거창군 고제면의 58만 5700평을 홍인석(洪仁石), 민영태(閔泳台)와 공동으로 경영하였다.
1935년 3월 14일 창성군 신창면의 광산을 개성 사람 김황식(金晃植), 김동순(金東淳), 평안북도 삭주군 남서면 송평동 사람 이태정(李泰鼎) 등과 공동으로 명의 이전, 등록하였다.
1935년 7월 황해도 평산군 용산면의 광산 79만평을 경영하였다. 1935년 10월 4일 황해도 창성군 산창면 완풍동 광산에 신완금산(新完金山)을 설립, 운영하였다. 또한 해주군 운산면의 광산을 운영하였다. 그해 12월 16일에는 홍천군 서석면의 광산을 오순만(吳順萬), 박용현(朴用鉉)과 공동으로 등록하였다.

### 체육단체 활동, 기업 활동
체육을 좋아한 그는 개성체육회와 고려청년회 등에 가입하여 활동하였다. 1929년 7월 14일에는 개성시 고려청년회관에서 개성체육회(開城體育會) 창립 발기식에 참여하고, 개성체육회 이사에 선임되었다. 1933년 4월에는 고려청년회 주최 개성시민대운동회의 시상부 부원으로서 행사에 참여하였다. 7월 13일에는 그의 생선 가공품이 개성공산품 대표 중 하나로 선정되어 만주 박람회에 출품하였다. 1935년 7월 18일에는 개성부청사 내 수영장에서 열린 고려청년회 주최 제1회 전조선 수영대회의 시상부 부원으로 이선근 등과 함께 행사를 진행하였다. 또한 이 대회의 심판으로 활동했다.
1934년 3월 1일 홍천 기독교단체 사건에 연루되어 서대문형무소에 수감 중인 장인 남궁억의 병보석을 신청하였다. 여러번의 병보석 신청 끝에 그해 7월 받아들여져 남궁억은 7월 31일에 석방된다.
1931년부터 윤광선은 광산업과 어업에 투자했다가 실패, 28만 엔의 빚을 지게 되었다. 이는 형 윤영선이 전해듣고 1938년 7월 29일 아버지 윤치호에게 알려주었다. 그는 은행, 금융기관과 개인에게 빚을 졌는데, 송도에서 악명 높은 고리대금업자에게 진 빚이 12만엔인데 연리가 24% 이상이었다. 이 빚은 아버지 윤치호와 형 윤영선이 대신 탕감해주었다.
1936년 10월 매일신보에서 강화도 지역 수재의연금을 모금할 때, 그해 10월 7일 금 20전을 기부했다.
1942년 당시 강원도 홍천군 서석면 7-21번지 산에서 광산을 운영하였다. 당시 대표자 명의를 윤광선에서 이토 미쓰요시(창씨명)로 개명하여 대표자 명의를 변경한 것이 조선총독부 관보 제4669호(쇼와17년 8월 20일자) 9면 1단에서 확인된다.
1944년 현제명의 대화악단에 참여하여 활동했다.

### 광복 이후
1945년 광복 후 개성자위대를 조직, 개성자위대 대장으로 치안 혼란을 수습하였다. 그해 9월 미군정이 주둔하자 영어실력을 인정받아 미군정청 통역관이 되었다. 광복 직후 아버지 윤치호가 친일파로 몰려 규탄받다가 그해 12월에 죽었지만 그는 연좌되지 않았다. 미군정청 수송부 통역관으로 근무했다.
1946년 11월까지 개성자위대 부대장으로 개성자위대 특별경비대장 현종대(玄鍾大) 외 4명과 평양 여행 중인 이관술(李觀述)을 추적했으나 찾지 못했다. 1947년 4월 26일부터는 홍문대학(현, 홍익대학교) 강사의 한 사람으로 겸임 출강하였다.
1947년에는 개성군정재판소 통역관으로 부임하였고 1948년 8월 정부수립 후 사퇴하였다. 1948년 개성군정재판소 통역관으로 재직 중 생고무 폭리문제로 군정청 경무부 형사대원에 체포되어 조사를 받기도 했다. 4월 21일 체포되어 서울로 압송되고, 혐의는 중요 물자의 불법 월경이었다.1948년 4월 25일 서울종로삼영무역 사장 김성균(金成均), 개성무역 사장 홍원혁(洪元赫), 중국인 상인 양모(楊某)를 통해 생고무, 자동차 등 물자 수천만원을 3.8선 너머로 판매한 혐의로 미군정 경무부 수사국 형사과 형사들에게 문초받았다. 4월 26일 생고무 큰 통과 승용자동차 4대를 3.8선 이북으로 팔고, 수천만원의 돈을 받은 혐의로 송청되었다. 미군정청 수송부 통역관으로 재직할 때부터 북한으로 밀무역을 했다 한다.

### 최후
이후 개성과 아산을 오가며 농장과 목장, 어장을 경영하던 중 1950년 8월 6.25 전쟁 중 납북되었다.
6.25 전쟁이 터지자 부인 남궁자경과 아들들 몇명은 피난했지만, 개성에 있던 그의 누나 윤봉희 일족, 윤광선과 그 가족, 육촌 누나인 윤시선 일족 등은 그대로 1950년 8월말 퇴각하던 조선인민군 내무서원에 의해 피랍되었다. 8월 15일 혹은 8월 25일에 납북됐는데 이후의 행방은 알 수 없다. 그가 납치된 장소는 서울 종로구 권농동 179번지인지 중구 신당동 노상인지 불분명하다.
윤광선의 딸 중 1명인 윤자희는 일본에 음악 공부를 하러 도쿄 유학을 다녀왔다. 윤자희가 만나서 사귄 김명호는 개성부 고려동 출신이었다. 김명호는 부유한 가정 출신이지만 동경유학 때부터 좌익사상에 공감하고 공산주의 이념을 실현하기 위하여 한생을 바칠 각오를 다진 지식청년이였다. 윤자희는 김명호와 애정관계를 맺고 그의 사상을 따랐으며 온갖 고난과 시련을 꿋꿋이 견뎌내면서 공산주의를 신봉했다.

아들 윤정구(尹鼎求)는 1950년대에 선장으로 활동하다 후일 고려원양 전무, 상무를 지냈고, 사위 채동규(蔡東圭)는 약학자로 서울대학교 약학 교수와 서울대학교 약대 학장을 지냈으며, 원석연(元錫淵) 화백은 연필화가로 유명하였다. 사위 김명호는 개성시 인민위원회 위원장을 지냈다.

### 사후
이후의 행적은 알려진 것이 없다. 충청남도 아산시 둔포면 석곡리 선영 근처에 가묘가 조성되었다.

## 가족 관계

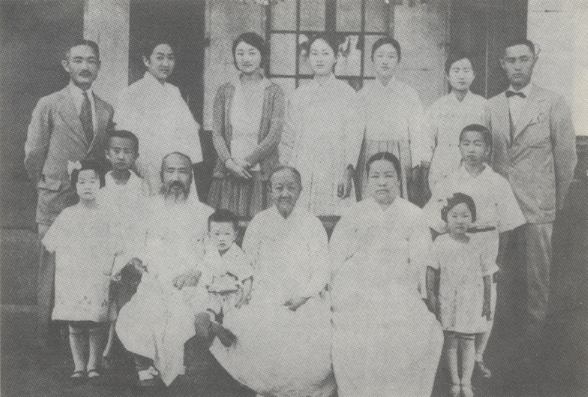
윤치호와 12자녀, 앞줄은 아버지 윤치호, 할머니 이정무, 계모 백매려, 뒷줄 오른쪽 맨끝이 윤광선

- 할아버지 : 윤웅렬(尹雄烈, 1840년 음력 4월 17일 - 1911년 양력 9월 22일)
- 할머니 : 전주이씨(全州李氏, 이정무, 1844년 9월 27일 - 1936년 2월 12일)
  - 고모 : 윤경희(尹慶姬, 1862년 - 1931년)
- 서조모: 다옥(茶玉, 윤웅렬의 기생 출신 첩)
- 서조모: 이름 미상
  - 이복 삼촌 : 윤길용(1894년 - ?)
- 서조모 : 김정순(金貞淳, 1879년 3월 15일 - 1959년 11월 16일)
  - 이복 삼촌 : 윤치왕(尹致旺, 1895년 2월 17일 ~ 1982년 12월 21일)
  - 이복 숙모: 이모임(李慕姙, 1893년 8월 17일 - 1971년 1월 24일, 이희덕(李熙悳)의 딸)
    - 사촌여동생: 윤선희(尹善姬, 1915년 9월 29일 - 1989년)
    - 사촌매부: 장석윤(張錫潤, 1904년 - 2004년 1월 16일, 제7대 내무부장관)
    - 사촌동생: 윤정선
    - 사촌동생: 윤경선
    - 사촌동생: 윤도선(尹燾善, 1932년 3월 5일 - )
    - 사촌동생: 윤훈선(尹薰善, [1934년]] 6월 26일 - )
    - 사촌동생: 윤연선(尹然善, 1936년 1월 11일 ~ )

  - 이복 삼촌 : 윤치창(尹致昌, 1899년 3월 5일 - 1973년 10월 1일)
  - 이복 숙모: 손진실(孫眞實, 1901년 - 1990년, 다른 이름은 원미(元美)), 독립운동가 손정도의 딸, 손원일의 누이

- 아버지: 윤치호(尹致昊, 1865년 1월 16일 - 1945년 12월 9일)
- 어머니 : 진주 강씨(晉州 姜氏, 1868년 - 1886년)
- 어머니: 마애방(馬愛芳, 1871년 2월 19일 - 1906년 2월 14일) 생모, 중국인
  - 누나: 윤봉희(尹鳳姬, 로나(Launa[29]), 1894년 12월 31일 - ?) - 김긍선과 결혼. 경기도 개성에서 살았음
  - 매형: 김긍선(金兢善, ? - ?, 소학교 훈도 역임)
  - 형 : 윤영선(尹永善, 1896년 12월 25일 - 1988년 2월 6일)
  - 형수 : 민연희(閔蓮禧 또는 閔連嬉, 1905년 - ?)
  - 형 : 윤봉성(尹鳳成, 1897년 - 요절)
  - 여동생: 윤용희(尹龍姬, 헬렌(Helen[29]), 1903년 - ? ) - 외국 거주.

- 계모 : 백매려(白梅麗, 1890년 8월 1일 - 1943년 4월 10일)
  - 이복 동생: 윤장선(尹璋善, 다른 이름은 워싱턴[29], 1920년 - 2005년 3월 25일) 전(前) 미국 샌프란스시코 총영사관
  - 이복 제수: 기세선([30], 1922년 - 2007년 9월 28일[31])
    - 조카 : 윤인경, 윤장선의 셋째 딸
    - 조카 : 윤효진(尹孝珍, 1958년 - )

  - 이복 여동생: 윤문희(尹文姬, 별칭은 마리(Mary), 1907년 9월 18일 - ?, 정광현(鄭光鉉, 서울대학교 법대 교수)과 결혼.)
  - 이복 매부: 정광현(鄭光鉉, 법의학자, 호는 설송(雪松), 1902년 - 1980년 12월 7일)
    - 외조카: 정태웅(鄭泰雄, 1932년 - , 전기 기술자)
    - 외조카: 정태진(鄭泰振, 1935년 - , 내과의사)
    - 외조카: 정태성

  - 이복 여동생: 윤무희(尹武姬, 1912년 5월 4일 - 1914년 3월 10일)
  - 이복 여동생: 윤은희(尹恩姬, 1917년 11월 11일 - ?)
  - 이복 매부: 정봉섭(鄭奉燮, 1912년 - ?, 의학박사, 산부인과 의사)
  - 이복 여동생: 윤명희(尹明姬, 1918년 2월 8일 - ?)
  - 이복 매부: 조인호(趙麟鎬, ? - ?)
    - 외조카: 조원효
    - 외조카: 조영숙(1940년 - )
    - 외조카: 조명숙

  - 이복 동생: 윤기선(尹琦善, 1921년 10월 22일 ~ 2013년 7월 27일)
  - 이복 제수 : 이순복
    - 조카딸 : 윤경숙[32]
    - 조카사위 : 노춘규(미국 거주, 의사)
    - 조카딸 : 윤영숙(첼리스트[32])

  - 이복 여동생: 윤보희(尹寶姬, 1923년 10월 19일 - , 이화여자대학교 음대 교수)
  - 이복 매부: 현영학(玄永學, 1921년 - 2004년 1월 14일 오전 9시[33][34][35], 기독교 민중신학자이며 이화여자대학교 문리대학장)
  - 이복 여동생: 윤영희(尹瑛姬, 1926년 3월 5일 - , 미국 거주)
  - 이복 매제: 휘스넌트(Whisnant, 미국인)
  - 이복 동생: 윤정선(尹挺善, 요셉[29] 1928년 5월 24일 - 2008년 3월 4일) 미국에서 사망
  - 이복 제수: 김영주[30], 이승만 대통령의 주치의 김승현(金承鉉)의 둘째 딸[36]
  - 이복 여동생: 윤정희

- 부인 : 남궁자경(, 다른 이름은 남궁삼인(南宮三仁), 1896년 - ), 한국의 독립운동가 남궁억의 딸)
  - 아들: 윤용구(尹龍求, 1919년 2월 16일 - ?)
  - 며느리: 한원희(? - ?)
    - 손자: 윤시영(? - ?)

  - 아들: 윤정구(尹鼎求, 1927년 - , 기업인·고려원양(주) 전무 역임)
    - 손자: 윤도영

  - 아들: 윤명구(尹明求, 1930년 - ?)
  - 딸: 윤자희, 음악인
  - 사위: 김명호(金明浩, ? - ?), 북한 개성시장위원회 부위원장[37], 개성시 인민위원장 역임[38]
  - 딸: 윤정희
  - 사위: 채동규(蔡東圭, 1917년 - 2003년 12월 18일[39], 서울대학교 약학대학 제2대 학장, 대한약학회 회장 역임
    -       - 외손자: 채건(미국 국립보건환경연구원 수석연구원)
      - 외손자: 채영문(교육자, 연세대 보건대학원 교수)
      - 외손자: 채성준, 기업인
      - 외손자: 채성문(의사, 미국 성아그네스병원 전문의)
      - 외손자: 채기준(교육자, 이화여자대학교 공과대학 교수)
      - 외손녀: 채현순

    - 외손녀사위: 정동섭(의사, 자애의원 원장 역임)

  - 딸: 윤성희(1929년 - )
  - 사위: 원석연(元錫淵, 1922년 - 2003년 11월 5일, 화가)
- 첩: 이름 미상, 1940년 8월 6일 일기에 윤치호는 송도의 그의 소실(첩))의 존재를 언급하였다.

- 장인 : 남궁억(南宮檍, 1863년 12월 27일 ~ 1939년 4월 5일)
- 장모 : 양혜덕(梁惠德, 1866년 9월 13일 - 1937년 1월 20일
  - 처남 : 남궁염(南宮炎, 1888년 3월 17일 ~ 1961년 11월 29일, 미국명 데이비드 남궁(David Y. Namkoong), 독립운동가 겸 외교관)
  - 처남댁: 우복자(1899년 - ?, 미국명 조안 우(Joan Woo))
    - 처조카 : 남궁준(1924년 - ), 오하이오주 클리블랜드 미 우주항공국 리서치 엔지니어
    - 처조카 : 남궁혜원(1930년 - ), 아시아 은행에 근무하던 민병휘와 결혼, 필리핀 마닐라로 이주
    - 처조카 : 남궁진, 미 농무성 산림국 육종고문, 노스 캐롤라이나 주립 대학 임목 육종학 교수 역임
- 장조부 : 남궁영(南宮泳), 조선시대에 중추부도사(都事) 역임
- 장조모 : 덕수이씨(德水 李氏)

## 기타
딸 윤자희의 남편인 김명호는 북한 개성시장위원회 부위원장, 개성시 인민위원장 역임 등을 역임했다.
윤광선의 아들 윤용구(尹龍求, 1918 ~ )는 아버지 좌옹 윤치호의 첫 손자였고, 윤용구의 아들 윤시영(尹始榮, 1941 ~ )은 윤치호가 생전에 본 증손자이자, 윤치호의 첫 증손자였다. 또한 윤치호 생전에 태어난 그의 손자, 손녀로는 윤시영과 윤경희(尹慶姬, 1945년 9월 16일생) 등이 있다. 윤경희는 할아버지 윤치호의 친 누나 윤경희와는 동명이인이다.

## 참조
1. ↑  개성시민운동 십사일에 성대히, 동아일보 1922년 5월 16일자 3면, 사회면
2. ↑  "錦衣還鄕한 外留生歡迎會 開城有志들이", 동아일보 1926년 8월 4일자 4면, 사회면
3. ↑  "鑛業權設定", 조선총독부 관보 제2377호 昭和 9년 12월 12일자, 5면 2단
4. ↑  "鑛業權設定", 조선총독부 관보 제2387호 소화 9년 12월 24일자, 5면 1단
5. ↑  "鑛業權移轉", 조선총독부 관보 제2448호 쇼와 10년 3월 13일자, 19면 2단
6. ↑  鑛業權設定, 조선총독부 관보 제2539호 1935년 7월 1일자, 8면 2단
7. ↑  "鑛業著手屆", 조선총독부 관보 제2619호, 쇼와 10년 10월 4일자, 9면 1단
8. ↑  "鑛業權移轉", 조선총독부 관보 제2628호 쇼와 10년 10월 15일자, 7면 1단
9. ↑  "鑛業權移轉", 조선총독부 관보 제2678호 쇼와10년 12월 16일자, 10면 1단
10. ↑  〈개성육체회 십사일에 조직〉, 동아일보 1929년 7월 17일자 5면, 스포츠면
11. ↑  〈개성체육회 발기총회〉, 조선일보 1929년 7월 16일자 4면, 스포츠면
12. ↑  〈고려청년회 주최 개성시민운동〉, 동아일보 1933년 4월 23일자 3면, 사회면
13. ↑  "개성공산품 ⌈滿博⌋에 진출", 조선중앙일보 1933년 7월 13일자 5면, 10단
14. 1 2  〈개성에 최초로 열리는 전조선수영대회〉, 동아일보 1935년 7월 18일자 2면, 스포츠면
15. ↑  "南宮檍 老人의 保釋申請", 조선일보 1934년 3월 1일자 2면 2단, 사회면
16. ↑  "江華水災義金(續)", 매일신보 1936년 10월 07일 3면 10단
17. ↑  "登錄名義人表示變更", 조선총독부 관보 제4669호 쇼와17년 8월 20일자 9면 1단
18. ↑  손태룡, 《한국의 음악가》 (영남대학교 출판부, 2003) 385페이지
19. ↑  "被告의 僞證判明 ; 共黨員僞幣公判結審피고의 위증 판명", 한성일보 1946년 11월 14일자 2면 3단
20. ↑  "人事", 민중일보 1947년 4월 26일자 1면 10단
21. ↑  〈통역, 무역상이 결탁, 생고무 폭리타 피체〉, 동아일보 1948년 4월 25일자 제2면, 사회면
22. ↑  "物資越境을 默認한 美軍通譯拘禁물자 월경을 묵인한 미군 통역 구금", 한성일보 1948년 4월 24일자 1면 3단
23. ↑  "惡質通辯被捉", 남선신문 1948년 4월 24일자 1면 3~4단
24. ↑  "通譯·貿易商이 結托 생고무 暴利타 被逮", 동아일보 1948년 4월 25일자 2면 사회면
25. 1 2  "通譯을 미끼로 數千萬圓 謀利", 조선일보 1948년 4월 28일자 2면, 사회면
26. ↑  송경록, 《북한 향토사학자가 쓴 개성이야기》(푸른숲, 2000) 277페이지
27. ↑  송경록, 《북한 향토사학자가 쓴 개성이야기》(푸른숲, 2000) 276페이지
28. ↑  송경록, 《북한 향토사학자가 쓴 개성이야기》(푸른숲, 2000) 2277페이지
29. 1 2 3 4  윤치호, 《윤치호 일기:1916-1943》 (윤치호 지음, 김상태 역, 역사비평사, 2001) 636페이지
30. 1 2  윤치호, 《윤치호 일기:1916-1943》 (윤치호 지음, 김상태 역, 역사비평사, 2001) 635페이지
31. ↑  미국 캘리포니아 LA에서 사망
32. 1 2  7월 30일 궂긴 소식 한겨레신문 2013.07.29
33. ↑  https://www.christiantoday.co.kr/view.htm?id=138444
34. ↑  https://archive.today/20120711142007/article.joins.com/article/article.asp?total_id=283675
35. ↑  [http://www.kyosu.net/news/quickViewArticleView.html?idxno=5411 보관됨 2014-08-26 - 웨이백 머신
36. ↑  오현주, 《성공하나 아픔은 아홉》 (출판사 금토, 1996) 118페이지
37. ↑  송경록, 《북한 향토사학자가 쓴 개성이야기》 (도서출판 푸른숲, 2000) 276페이지
38. ↑  송경록, 《북한 향토사학자가 쓴 개성이야기》 (도서출판 푸른숲, 2000) 276페이지
39. ↑  “보관된 사본”. 2012년 1월 18일에 원본 문서에서 보존된 문서. 2013년 1월 10일에 확인함.
40. ↑  송경록, 《북한 향토사학자가 쓴 개성이야기》 (도서출판 푸른숲, 2000) 276페이지
41. ↑  송경록, 《북한 향토사학자가 쓴 개성이야기》 (도서출판 푸른숲, 2000) 276페이지

## 같이 보기
| - 범태평양대회 - 미군정 - 송도목장 - 윤치호 - 윤치영 - 남궁억 - 서재필 - 김규식 - 윤시선 - 윤웅렬 - 남궁자경 - 윤영선 - 이준용 - 안경수 - 윤치왕 | - 고려원양 - 고려수산 - 한영서원 - 송도고등보통학교 - 김활란 - 박영효 - 송진우 - 서재창 - 손정도 - 안창호 - 양기탁 - 윤영렬 - 이상재 - 이동녕 - 윤치소 | - 윤치창 - 윤보선 - 이상재 - 변영로 - 장면 - 이승만 - 김구 |